# 大屯求米草
大屯求米草（学名：Oplismenus aemulus）为禾本科求米草屬下的一个种。

## 扩展阅读
- 維基物種上的相關：大屯求米草